# Подписано с кръв
Подписано с кръв (на испански: Pacto de sangre) е мексикански уеб сериал, продуциран от Рикардо Което и Франсиско Кордеро за ТелевисаУнивисион през 2023 г. Сериалът е базиран на едноименната чилийска теленовела от 2018 г., създадена от Пабло Авила и Фелипе Монтеро.
В главните роли са Алехандро Нонес, Барбара де Рехил, Луис Ернесто Франко, Марко де ла О и Флавио Медина.

## Сюжет
Група приятели посещават ергенско парти. Купонът обаче излиза извън контрол, когато стриптизьорката умира при подозрителни обстоятелства[ неясно? ]. Приятелите скриват тялото на жената, която очевидно се е удавила[ неясно? ]. От този момент животът им се променя завинаги, оставяйки ги да се чувстват виновни и да се страхуват, че ще загубят живота, който са изградили.

## Актьори
- Алехандро Нонес – Бенхамин
- Барбара де Рехил – Тамара
- Луис Ернесто Франко – Марко
- Марко де ла О – Габриел
- Ерика де ла Роса – Миранда
- Хуана Ариас – Ана
- Таня Лисардо – Хулиета
- Флавио Медина – Рубен
- Алдо Гаярдо – Фернандо
- Алдо Ескаланте – Алонсо
- Рехина Нава – София
- Хосе Пералта – Игнасио
- Джована Утрилия – Даниела Солис
- Майра Рохас – Кармен Солис
- Шаула Вега – Директорка
- Таня Лопес – Мелани
- Хуан Карлос Мартин дел Кампо
- Карлос Хендрик – Лео

## Премиера
Премиерата на сериала е по стрийминг платформата на ТелевисаУнивисион Vix на 10 ноември 2023 г.

## Продукция
През януари 2023 г. е съобщено, че снимките на сериала са започнали. Сериалът е официално обявен от ТелевисаУнивисион на 30 март 2023 г., като актьорският състав е разкрит през същия ден. Трейлър на сериала е пуснат на 19 октомври 2023 г.

## Награди и номинации
| Година | Церемония                | Категория                          | Номинация        | Резултат   |
| ------ | ------------------------ | ---------------------------------- | ---------------- | ---------- |
| 2024   | Награди „Индия Каталина“ | Най-добър иберо-американски талант | Барбара де Рехил | Номинирана |

## В България
Премиерата на сериала в България е на 21 юни 2025 г. по bTV Story, като последният епизод е излъчен на 5 юли 2025 г. Ролите се озвучават от актьорите Татяна Етимова, Мариана Жикич, Здравко Методиев, Кирил Ивайлов, Георги Стоянов, преводачи са Румяна Джамбазова, Илка Филипова-Бечева и Венета Сиракова, тонрежисьор е Георги Калудов, а режисьор на дублажа – Веселина Стоилова. Обработката е на студио „Ви Ем Ес“.